# Paralampona aurumagua
Paralampona aurumagua is een spinnensoort uit de familie Lamponidae. De soort komt voor in Queensland.